# 엘리자베스 걸리 플린

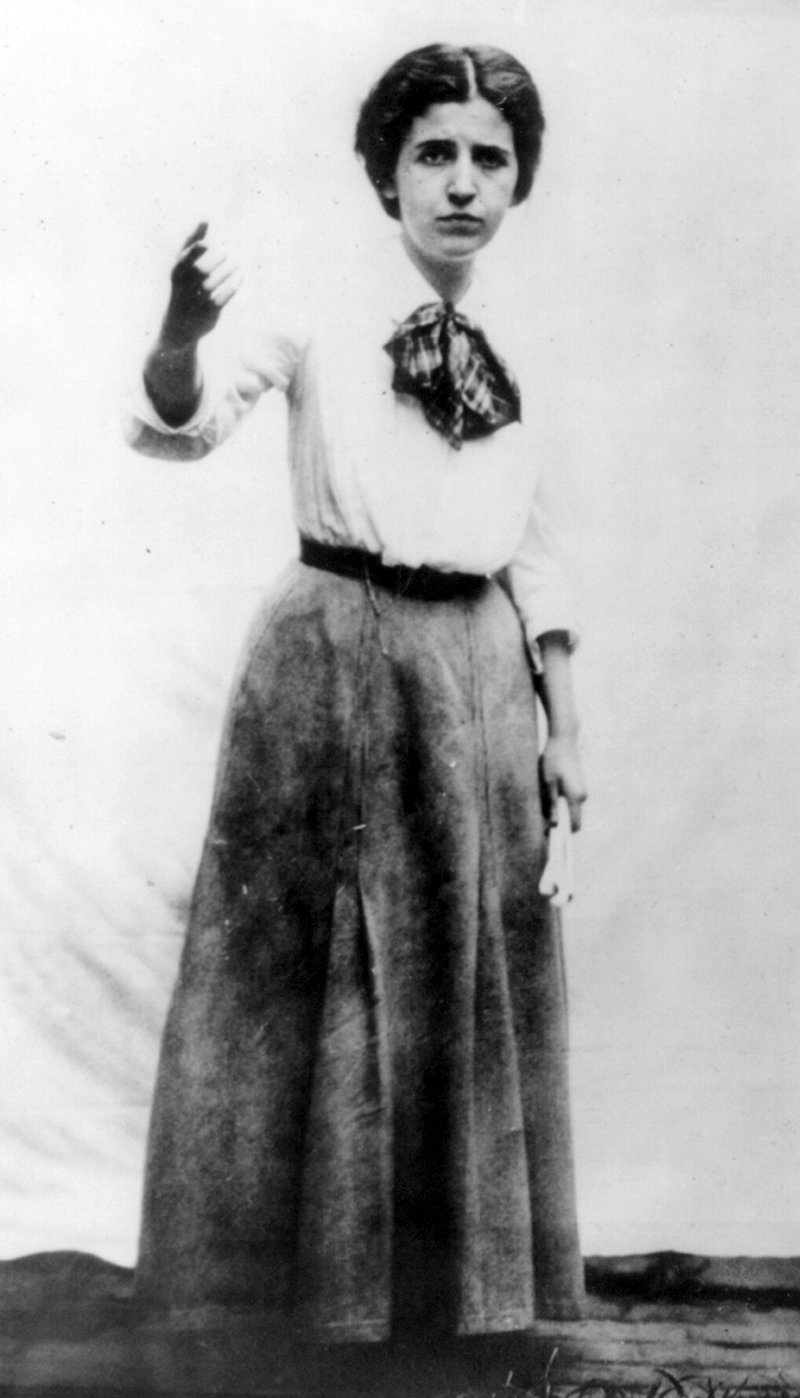

엘리자베스 걸리 플린(Elizabeth Gurley Flynn, 1890년 8월 7일 ~ 1964년 9월 5일)은 미국의 노동운동가이다. 세계산업노동자연맹(IWW)에서 활동했고, 미국민권자유연합(ACLU)의 발기인 중 한 명으로서 여권, 산아제한, 여성참정권 등의 의제를 옹호했다. 1936년 미국 공산당에 입당했고 1961년 당수가 되었다. 소련을 방문하던 중에 사망했으며 그 장례는 소련에서 국장으로 처리되었다.